# Circuit du Pays de Waes 2015
La 51e édition de Circuit du Pays de Waes a eu lieu le 15 mars 2015. La course fait partie du calendrier UCI Europe Tour 2015 en catégorie 1.2.
L'épreuve a été remportée lors d'un sprint massif par le Néerlandais Geert van der Weijst (3M) qui s'impose respectivement devant les deux Belges Joeri Stallaert (Cibel) et Oliver Naesen (Topsport Vlaanderen-Baloise).

## Présentation

### Équipes
Classé en catégorie 1.2 de l'UCI Europe Tour, la Circuit du Pays de Waes est par conséquent ouvert aux équipes continentales professionnelles belges, aux équipes continentales, aux équipes nationales et aux équipes régionales et de clubs.
Vingt-cinq équipes participent à ce Circuit du Pays de Waes - deux équipes continentales professionnelles, treize équipes continentales et dix équipes régionales et de clubs :
| Équipes continentales professionnelles | Équipes continentales professionnelles | Équipes continentales professionnelles |
| Nom de l'équipe                        | Pays                                   | Code                                   |
| -------------------------------------- | -------------------------------------- | -------------------------------------- |
| Topsport Vlaanderen-Baloise            | Belgique                               | TSV                                    |
| Wanty-Groupe Gobert                    | Belgique                               | WGG                                    |

| Équipes continentales | Équipes continentales | Équipes continentales |
| Nom de l'équipe       | Pays                  | Code                  |
| --------------------- | --------------------- | --------------------- |
| 3M                    | Belgique              | MMM                   |
| An Post-ChainReaction | Irlande               | SKT                   |
| Bike Aid              | Allemagne             | BAI                   |
| Cibel                 | Belgique              | CIB                   |
| Colba-Superano Ham    | Belgique              | CSH                   |
| Jo Piels              | Pays-Bas              | CJP                   |
| Kuota-Lotto           | Allemagne             | TKG                   |
| NFTO                  | Royaume-Uni           | NPC                   |
| Raleigh GAC           | Royaume-Uni           | RAL                   |
| Stuttgart             | Allemagne             | SGT                   |
| Veranclassic-Ekoï     | Belgique              | VER                   |
| Verandas Willems      | Belgique              | WIL                   |
| Wallonie-Bruxelles    | Belgique              | WBC                   |

| Équipes régionales et de clubs | Équipes régionales et de clubs | Équipes régionales et de clubs |
| Nom de l'équipe                | Pays                           | Code                           |
| ------------------------------ | ------------------------------ | ------------------------------ |
| Arrow                          | Belgique                       | ARW                            |
| Lotto-Soudal U23               | Belgique                       | LTU                            |
| Ottignies-Perwez               | Belgique                       | OTP                            |
| Profel United                  | Belgique                       | PFU                            |
| Reno Systems-CKT               | Belgique                       | REN                            |
| Royal Antwerp BC               | Belgique                       | RAN                            |
| Royal Cureghem Sportief        | Belgique                       | RCS                            |
| Smartphoto                     | Belgique                       | SMP                            |
| SportGrub Kuota                | Royaume-Uni                    | SPG                            |
| Wetterse Dakwerken-Trawobo-VDM | Belgique                       | WDT                            |

### Règlement de la course

#### Primes
Les vingt prix sont attribués suivant le barème de l'UCI,. Le total général des prix distribués est de 6 010 €.
| Position | 1er     | 2e      | 3e    | 4e    | 5e    | 6e    | 7e    | 8e    | 9e    | 10e à 20e |
| Prix     | 2 425 € | 1 210 € | 607 € | 305 € | 240 € | 180 € | 180 € | 118 € | 118 € | 57 €      |

## Classements

### Classement final
| Classement final | Classement final     | Classement final | Classement final            | Classement final  |
|                  | Coureur              | Pays             | Équipe                      | Temps             |
| ---------------- | -------------------- | ---------------- | --------------------------- | ----------------- |
| 1er              | Geert van der Weijst | Pays-Bas         | 3M                          | en 4 h 9 min 57 s |
| 2e               | Joeri Stallaert      | Belgique         | Cibel                       | m.t               |
| 3e               | Oliver Naesen        | Belgique         | Topsport Vlaanderen-Baloise | m.t               |
| 4e               | Davy De Scheemaeker  | Belgique         | Smartphoto                  | m.t               |
| 5e               | Jarl Salomein        | Belgique         | Topsport Vlaanderen-Baloise | m.t               |
| 6e               | Frederik Backaert    | Belgique         | Wanty-Groupe Gobert         | m.t               |
| 7e               | Justin Jules         | France           | Veranclassic-Ekoï           | m.t               |
| 8e               | James Vanlandschoot  | Belgique         | Wanty-Groupe Gobert         | m.t               |
| 9e               | Antoine Demoitié     | Belgique         | Wallonie-Bruxelles          | m.t               |
| 10e              | Paulius Šiškevičius  | Lituanie         | An Post-ChainReaction       | m.t               |
| modifier         |                      |                  |                             |                   |

### UCI Europe Tour
Ce Circuit du Pays de Waes attribue des points pour l'UCI Europe Tour 2015, par équipes seulement aux coureurs des équipes continentales professionnelles et continentales, individuellement à tous les coureurs sauf ceux faisant partie d'une équipe ayant un label WorldTeam.
| Position,          | 1er | 2e | 3e | 4e | 5e | 6e | 7e | 8e |
| Classement général | 40  | 30 | 16 | 12 | 10 | 8  | 6  | 3  |

## Liste des participants
- Liste de départ complète

| Légende | Légende                                                                    | Légende | Légende                                                    |
| ------- | -------------------------------------------------------------------------- | ------- | ---------------------------------------------------------- |
| Num     | Dossard de départ porté par le coureur sur ce Circuit du Pays de Waes      | Pos     | Position à l'arrivée de la course                          |
|         | Indique un maillot de champion national ou mondial, suivi de sa spécialité | NP      | Indique un coureur qui n'a pas pris le départ de la course |
| AB      | Indique un coureur qui n'a pas terminé la course                           | HD      | Indique un coureur qui a terminé la course hors des délais |

| Topsport Vlaanderen-Baloise TSV | Topsport Vlaanderen-Baloise TSV | Topsport Vlaanderen-Baloise TSV |
| ------------------------------- | ------------------------------- | ------------------------------- |
| Num                             | Coureur                         | Pos                             |
| 1                               | Victor Campenaerts (BEL)        |                                 |
| 2                               | Jarl Salomein (BEL)             | 5e                              |
| 3                               | Sander Helven (BEL)             | AB                              |
| 4                               | Preben Van Hecke (BEL)          |                                 |
| 5                               | Oliver Naesen (BEL)             | 3e                              |
| 6                               | Gijs Van Hoecke (BEL)           | 16e                             |
| 7                               |                                 |                                 |
| 8                               | Moreno De Pauw (BEL)            |                                 |
| Directeur sportif : ?           |                                 |                                 |

| Wanty-Groupe Gobert WGG | Wanty-Groupe Gobert WGG   | Wanty-Groupe Gobert WGG |
| ----------------------- | ------------------------- | ----------------------- |
| Num                     | Coureur                   | Pos                     |
| 9                       | James Vanlandschoot (BEL) | 8e                      |
| 10                      | Frederik Backaert (BEL)   | 6e                      |
| 11                      | Francis De Greef (BEL)    | 138e                    |
| 12                      | Boris Dron (BEL)          |                         |
| 13                      | Marco Minnaard (NED)      |                         |
| 14                      | Kévin Van Melsen (BEL)    | NP                      |
| 15                      | Roy Jans (BEL)            | NP                      |
| 16                      | Frederik Veuchelen (BEL)  |                         |
| Directeur sportif : ?   |                           |                         |

| Wallonie-Bruxelles WBC | Wallonie-Bruxelles WBC  | Wallonie-Bruxelles WBC |
| ---------------------- | ----------------------- | ---------------------- |
| Num                    | Coureur                 | Pos                    |
| 17                     | Maxime Anciaux (BEL)    | 155e                   |
| 18                     | Ludwig De Winter (BEL)  |                        |
| 19                     | Antoine Demoitié (BEL)  | 9e                     |
| 20                     | Loïc Pestiaux (BEL)     | 159e                   |
| 21                     | Grégory Habeaux (BEL)   | 138e                   |
| 22                     | Jonathan Dufrasne (BEL) |                        |
| 23                     | Thomas Wertz (BEL)      | AB                     |
| 24                     |                         |                        |
| Directeur sportif : ?  |                         |                        |

| 3M MMM                | 3M MMM                     | 3M MMM |
| --------------------- | -------------------------- | ------ |
| Num                   | Coureur                    | Pos    |
| 25                    | Jaap de Man (NED)          |        |
| 26                    | Melvin van Zijl (NED)      |        |
| 27                    | Fabrice Mels (BEL)         |        |
| 28                    | Dylan van Zijl (BEL)       |        |
| 29                    | Christophe Sleurs (BEL)    |        |
| 30                    | Geert van der Weijst (NED) | 1er    |
| 31                    | Emiel Vermeulen (BEL)      | 11e    |
| 32                    | Michael Vingerling (NED)   | 20e    |
| Directeur sportif : ? |                            |        |

| An Post-ChainReaction SKT | An Post-ChainReaction SKT         | An Post-ChainReaction SKT |
| ------------------------- | --------------------------------- | ------------------------- |
| Num                       | Coureur                           | Pos                       |
| 33                        | Aidis Kruopis (LTU)               |                           |
| 34                        | Paulius Šiškevičius (LTU) (Route) | 10e                       |
| 35                        | Alistair Slater (GBR)             |                           |
| 36                        | Conor Dunne (IRL)                 | 138e                      |
| 37                        | Eoin McCarthy (IRL)               | AB                        |
| 38                        | Jens Vandenbogaerde (BEL)         |                           |
| 39                        | Jordan Stannus (AUS)              |                           |
| 40                        | Jack Wilson(IRL)                  |                           |
| Directeur sportif : ?     |                                   |                           |

| Stuttgart SGT         | Stuttgart SGT          | Stuttgart SGT |
| --------------------- | ---------------------- | ------------- |
| Num                   | Coureur                | Pos           |
| 41                    | Arnold Fiek (GER)      | 138e          |
| 42                    | Florian Nowak (GER)    |               |
| 43                    | Julian Schulze (GER)   |               |
| 44                    | Tim Gebauer (GER)      | 158e          |
| 45                    | Kai Kautz (GER)        | AB            |
| 46                    | Johannes Weber (GER)   |               |
| 47                    | Max Walsleben (GER)    | NP            |
| 48                    | Moritz Schaffner (GER) |               |
| Directeur sportif : ? |                        |               |

| Verandas Willems WIL  | Verandas Willems WIL       | Verandas Willems WIL |
| --------------------- | -------------------------- | -------------------- |
| Num                   | Coureur                    | Pos                  |
| 49                    | Jérôme Kerf (BEL)          | 19e                  |
| 50                    | Olivier Pardini (BEL)      |                      |
| 51                    | Sten Van Gucht (BEL)       |                      |
| 52                    | Dries De Bondt (BEL)       |                      |
| 53                    | Jérôme Gilbert (BEL)       |                      |
| 54                    | Stef Van Zummeren (BEL)    |                      |
| 55                    | Kai Reus (NED)             |                      |
| 56                    | Elias Van Breussegem (BEL) | NP                   |
| Directeur sportif : ? |                            |                      |

| Veranclassic-Ekoï VER | Veranclassic-Ekoï VER    | Veranclassic-Ekoï VER |
| --------------------- | ------------------------ | --------------------- |
| Num                   | Coureur                  | Pos                   |
| 57                    | Sébastien Rosseler (BEL) |                       |
| 58                    | Edwig Cammaerts (BEL)    |                       |
| 59                    | Dirk Finders (GER)       |                       |
| 60                    | Justin Jules (FRA)       | 7e                    |
| 61                    | Melvin Rullière (FRA)    |                       |
| 62                    | Thomas Vaubourzeix (FRA) | 160e                  |
| 63                    | Martial Roman (FRA)      |                       |
| 64                    | Robin Stenuit (BEL)      | 13e                   |
| Directeur sportif : ? |                          |                       |

| Colba-Superano Ham CSH | Colba-Superano Ham CSH    | Colba-Superano Ham CSH |
| ---------------------- | ------------------------- | ---------------------- |
| Num                    | Coureur                   | Pos                    |
| 65                     | Kevin Suarez (BEL)        | 22e                    |
| 66                     | Egidijus Juodvalkis (LTU) | 21e                    |
| 67                     | Aron Kremer (NED)         | 162e                   |
| 68                     | Nick van der Meer (NED)   | 138e                   |
| 69                     | Quincy Vens (BEL)         |                        |
| 70                     | Kevin Claeys (BEL)        |                        |
| 71                     | Jeroen Goeleven (BEL)     | AB                     |
| 72                     | Stein Van Couter (BEL)    | NP                     |
| Directeur sportif : ?  |                           |                        |

| Cibel CIB             | Cibel CIB              | Cibel CIB |
| --------------------- | ---------------------- | --------- |
| Num                   | Coureur                | Pos       |
| 73                    | Kevin De Jonghe (BEL)  | 138e      |
| 74                    | Jens Geerinck (BEL)    | NP        |
| 75                    | Lawrence Naesen (BEL)  |           |
| 76                    | Benjamin Verraes (BEL) |           |
| 77                    | Joeri Stallaert (BEL)  | 2e        |
| 78                    | Glenn Rotty (BEL)      | AB        |
| 79                    | Guy Smet (BEL)         | NP        |
| 80                    | Thomas Gibbons (USA)   |           |
| Directeur sportif : ? |                        |           |

| Bike Aid BAI          | Bike Aid BAI            | Bike Aid BAI |
| --------------------- | ----------------------- | ------------ |
| Num                   | Coureur                 | Pos          |
| 81                    | Kyle Buckosky (CAN)     | AB           |
| 82                    | Timo Schafer (GER)      | 138e         |
| 83                    | Yannick Mayer (GER)     |              |
| 84                    | Maarten de Jonge (NED)  |              |
| 85                    | Nikodemus Holler (GER)  |              |
| 86                    | Fabian Fritz (GER)      | 138e         |
| 87                    | Joschka Beck (GER)      |              |
| 88                    | Matthias Schnapka (GER) | 138e         |
| Directeur sportif : ? |                         |              |

| Kuota-Lotto TKG       | Kuota-Lotto TKG           | Kuota-Lotto TKG |
| --------------------- | ------------------------- | --------------- |
| Num                   | Coureur                   | Pos             |
| 89                    | Frederik Dombrowski (GER) | AB              |
| 90                    | Andre Benoit (GER)        | AB              |
| 91                    | Christopher Hatz (GER)    |                 |
| 92                    | Tobias Knaup (GER)        |                 |
| 93                    | Joshua Huppertz (GER)     |                 |
| 94                    | Robert Retschke (GER)     |                 |
| 95                    | Max Walscheid (GER)       |                 |
| 96                    | Dario Rapps (GER)         |                 |
| Directeur sportif : ? |                           |                 |

| Raleigh GAC RAL       | Raleigh GAC RAL        | Raleigh GAC RAL |
| --------------------- | ---------------------- | --------------- |
| Num                   | Coureur                | Pos             |
| 97                    | Karol Domagalski (POL) |                 |
| 98                    | Steven Lampier (GBR)   |                 |
| 99                    | Ian Wilkinson (GBR)    | 14e             |
| 100                   | Matti Manninen (FIN)   |                 |
| 101                   | Liam Stones (GBR)      |                 |
| 102                   | Calvin Beneke (RSA)    |                 |
| 103                   | Andrew Hawdon (GBR)    | AB              |
| 104                   | Bradley Morgan (GBR)   |                 |
| Directeur sportif : ? |                        |                 |

| Jo Piels CJP          | Jo Piels CJP               | Jo Piels CJP |
| --------------------- | -------------------------- | ------------ |
| Num                   | Coureur                    | Pos          |
| 105                   | Stephan Bakker (NED)       | AB           |
| 106                   | Arvid de Kleijn (NED)      | NP           |
| 107                   | Adriaan Janssen (NED)      |              |
| 108                   | Tim Rodenburg (NED)        |              |
| 109                   | Sven van Luijk (NED)       | 138e         |
| 110                   | Tim Ariesen (NED)          | NP           |
| 111                   | Sjors Roosen (NED)         |              |
| 112                   | Patrick van der Duin (NED) | 18e          |
| Directeur sportif : ? |                            |              |

| Lotto-Soudal U23 LTU  | Lotto-Soudal U23 LTU        | Lotto-Soudal U23 LTU |
| --------------------- | --------------------------- | -------------------- |
| Num                   | Coureur                     | Pos                  |
| 113                   | Jean-Albert Carnevali (BEL) |                      |
| 114                   | Steff Cras (BEL)            |                      |
| 115                   | Steff Hermans (BEL)         |                      |
| 116                   | Mathias Krigbaum (DEN)      | 12e                  |
| 117                   | Brecht Ruyters (BEL)        |                      |
| 118                   | George Tansley (AUS)        |                      |
| 119                   | Dries Van Gestel (BEL)      |                      |
| 120                   | Enzo Wouters (BEL)          | 23e                  |
| Directeur sportif : ? |                             |                      |

| Arrow ARW             | Arrow ARW                    | Arrow ARW |
| --------------------- | ---------------------------- | --------- |
| Num                   | Coureur                      | Pos       |
| 121                   | Kristof Dhollander (BEL)     | 138e      |
| 122                   | Valentijn Martens (BEL)      | AB        |
| 123                   | Jimmy de Bruyn (NED)         | 27e       |
| 124                   | Dennis Raadtgever (NED)      | AB        |
| 125                   | Hans Dekkers (NED)           | 17e       |
| 126                   | Lawrence Vandermeersch (BEL) | AB        |
| 127                   | Elroy Schut (NED)            |           |
| 128                   | Peter de Braal (NED)         | AB        |
| Directeur sportif : ? |                              |           |

| NFTO NPC              | NFTO NPC                     | NFTO NPC |
| --------------------- | ---------------------------- | -------- |
| Num                   | Coureur                      | Pos      |
| 129                   | Steele Von Hoff (AUS)        | NP       |
| 130                   | Dale Appleby (GBR)           | NP       |
| 131                   | James Lowsley-Williams (GBR) | 157e     |
| 132                   | Ian Bibby (GBR)              | 156e     |
| 133                   | Samuel Harrison (GBR)        |          |
| 134                   | Jonathan McEvoy (GBR)        |          |
| 135                   | Robert Partridge (GBR)       | 15e      |
| 136                   | Edward Dunbar (IRL)          |          |
| Directeur sportif : ? |                              |          |

| Royal Cureghem Sportief RCS | Royal Cureghem Sportief RCS  | Royal Cureghem Sportief RCS |
| --------------------------- | ---------------------------- | --------------------------- |
| Num                         | Coureur                      | Pos                         |
| 137                         | Roel Reigel (BEL)            |                             |
| 138                         | Vincent Chevalier (BEL)      | AB                          |
| 139                         | Kristof Wielfaert (BEL)      |                             |
| 140                         | Matthias Van Cauter (BEL)    | AB                          |
| 141                         | Nicky Van der Schueren (BEL) |                             |
| 142                         | Anthony Spysschaert (BEL)    |                             |
| 143                         | Glenn Waerzeggers (BEL)      | AB                          |
| 144                         | Brecht Stas (BEL)            | 138e                        |
| Directeur sportif : ?       |                              |                             |

| Wetterse Dakwerken-Trawobo-VDM WDT | Wetterse Dakwerken-Trawobo-VDM WDT | Wetterse Dakwerken-Trawobo-VDM WDT |
| ---------------------------------- | ---------------------------------- | ---------------------------------- |
| Num                                | Coureur                            | Pos                                |
| 145                                | Laurens Dult (BEL)                 |                                    |
| 146                                | Frederik Van Boven (BEL)           |                                    |
| 147                                | Jens De Meyere (BEL)               | 25e                                |
| 148                                | David Beulens (BEL)                |                                    |
| 149                                | Lars Haverals (BEL)                |                                    |
| 150                                | Bart Pieters (BEL)                 |                                    |
| 151                                | Jasper Temmerman (BEL)             |                                    |
| 152                                | Hans Becking (NED)                 |                                    |
| Directeur sportif : ?              |                                    |                                    |

| Ottignies-Perwez OTP  | Ottignies-Perwez OTP           | Ottignies-Perwez OTP |
| --------------------- | ------------------------------ | -------------------- |
| Num                   | Coureur                        | Pos                  |
| 153                   | Arne De Schuyter (BEL)         |                      |
| 154                   | Jean-Denis Armand (FRA)        | AB                   |
| 155                   | Laurent Donnay (BEL)           |                      |
| 156                   | Dimitri Fauville (BEL)         | AB                   |
| 157                   | Thomas Huyberechts (BEL)       | NP                   |
| 158                   | Christopher Vandenbulcke (BEL) |                      |
| 159                   | Grégory La Rose (BEL)          |                      |
| 160                   | Raphaël Roszkiewicz (BEL)      |                      |
| Directeur sportif : ? |                                |                      |

| Reno Systems-CKT REN  | Reno Systems-CKT REN      | Reno Systems-CKT REN |
| --------------------- | ------------------------- | -------------------- |
| Num                   | Coureur                   | Pos                  |
| 161                   | Timmy De Boes (BEL)       |                      |
| 162                   | Glenn Paenen (BEL)        | AB                   |
| 163                   | Tom Vermeiren (BEL)       | 138e                 |
| 164                   | Nico Thys (BEL)           |                      |
| 165                   | Jeroen Goudket (BEL)      |                      |
| 166                   | Frederic Mintjens (BEL)   |                      |
| 167                   | Kris Kuypers (BEL)        |                      |
| 168                   | Koen Van Baardewijk (NED) |                      |
| Directeur sportif : ? |                           |                      |

| Smartphoto SMP        | Smartphoto SMP            | Smartphoto SMP |
| --------------------- | ------------------------- | -------------- |
| Num                   | Coureur                   | Pos            |
| 169                   | Tom Cleeren (BEL)         |                |
| 170                   | Guy Ten Hartog (BEL)      | 170e           |
| 171                   | Willem de Greyt (BEL)     |                |
| 172                   | Davy De Scheemaeker (BEL) | 4e             |
| 173                   | Michiel Dieleman (BEL)    |                |
| 174                   | Kevin Lava (BEL)          |                |
| 175                   | Tom Willems (BEL)         |                |
| 176                   | Bart Van Damme (BEL)      |                |
| Directeur sportif : ? |                           |                |

| Profel United PFU     | Profel United PFU        | Profel United PFU |
| --------------------- | ------------------------ | ----------------- |
| Num                   | Coureur                  | Pos               |
| 177                   | Maarten Desair (BEL)     |                   |
| 178                   | Glenn Broekmans (BEL)    |                   |
| 179                   | Sven Noels (BEL)         |                   |
| 180                   | Jordi Theunissen (BEL)   | 26e               |
| 181                   | Lennert Hoefkens (BEL)   | 138e              |
| 182                   | Gregory Franckaert (BEL) |                   |
| 183                   | Jamie Smeyers (BEL)      |                   |
| 184                   | Joren Segers (BEL)       |                   |
| Directeur sportif : ? |                          |                   |

| Royal Antwerp BC RAN  | Royal Antwerp BC RAN           | Royal Antwerp BC RAN |
| --------------------- | ------------------------------ | -------------------- |
| Num                   | Coureur                        | Pos                  |
| 185                   | Michiel Van Echelpoel (BEL)    |                      |
| 186                   | Niels Verdijck (BEL)           | AB                   |
| 187                   | Yves Schouwaerts (BEL)         | AB                   |
| 188                   | Alexander De Keersmaeker (BEL) | 24e                  |
| 189                   | Kristof Dockx (BEL)            | 138e                 |
| 190                   | Mathias Raeymaekers (BEL)      |                      |
| 191                   | Jan Van Aert (BEL)             |                      |
| 192                   | Viktor Van Den Branden (BEL)   | 138e                 |
| Directeur sportif : ? |                                |                      |

| SportGrub Kuota SPG   | SportGrub Kuota SPG    | SportGrub Kuota SPG |
| --------------------- | ---------------------- | ------------------- |
| Num                   | Coureur                | Pos                 |
| 193                   | Dan Fleeman (GBR)      |                     |
| 194                   | Gary Hand (GBR)        |                     |
| 195                   | Robert Orr (GBR)       |                     |
| 196                   | Adam Martin (GBR)      | NP                  |
| 197                   | Will Bjergfelt (GBR)   |                     |
| 198                   | Ryan Davis (GBR)       | NP                  |
| 199                   | Richard Hepworth (GBR) |                     |
| 200                   | Ollie Maxwell (GBR)    |                     |
| Directeur sportif : ? |                        |                     |